# Министерство торговли, промышленности и энергетики (Южная Корея)

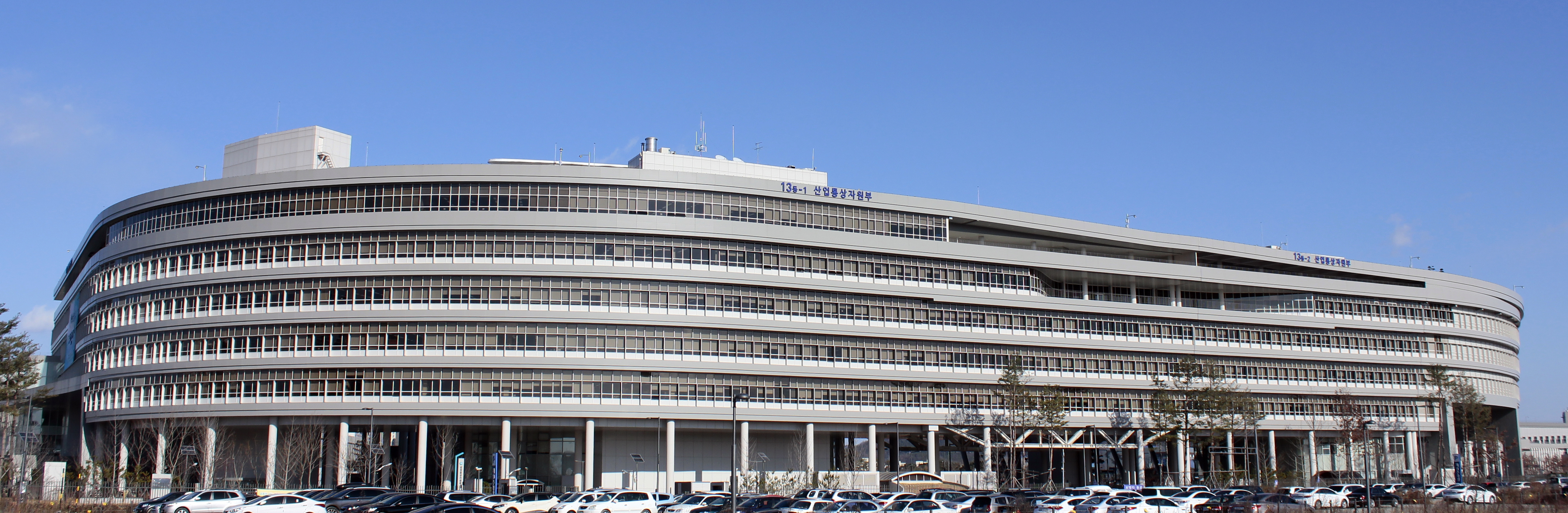
Штаб-квартира в городе Седжон

Министерство торговли, промышленности и энергетики (МТПЭ) является подразделением Южно-корейского правительства. Связано это с необходимостью регулирования экономической политику, особенно в отношении промышленного и энергетического секторов. Работа министерства также направлена на привлечение иностранных инвестиций в Республику Корею. Нынешний министр — Чжу Хен Хван.

## Штаб-квартира
Штаб-квартира находится в Седжонском региональном правительственном комплекса в городе Седжон. Штаб-квартира была ранее расположена в Квачхонском правительственном комплексе в городе Квачхон, провинции Кенги.
Работа министерства началась в 1948 году в качестве Министерства торговли в период первой Республики. В 1993 году оно было объединено с Министерством энергетики, основанном в 1977 году. Оно стало Министерством экономики знаний в 2008 году, а затем Министерством торговли, промышленности и энергетики в 2013 году.

### Вспомогательные разделы
Вспомогательные подразделения и организации МТПЭ включают в себя:
- Испытательная лаборатория Республики Корея (ко:한국산업기술시험원)